# Yacine Qasmi
Yacine Qasmi (Pontoise, Francia, 3 de enero de 1991) es un futbolista franco-marroquí que juega como delantero en el C. D. Alcoyano de la Primera Federación.

## Trayectoria
Formado en las categorías inferiores del Paris-Saint Germain F. C., equipo con el que llegó a debutar en la Liga Europa, pasó por el filial del Stade Rennais F. C. antes de llegar al Getafe C. F. en la temporada 2012-13. Posteriormente, continuó su carrera en la Segunda División B de España en el Real Sporting de Gijón "B", el Sestao River Club, la S. D. Compostela, el C. D. Alcoyano —donde anotó once goles en veintisiete partidos— el Mérida A. D. y la U. D. Melilla.
El 5 de febrero de 2019 fue traspasado al Elche C. F. a cambio de 300 000 euros. El 31 de enero de 2020 se anunció su fichaje por el Rayo Vallecano de Madrid, donde estuvo jugando durante dos años.
El día después de abandonar el conjunto vallecano firmó por el C. D. Leganés hasta junio de 2023. Pasado ese tiempo quedó libre y en el mes de septiembre se incorporó a la S. D. Eibar con un contrato hasta final de temporada. Únicamente marcó un gol en los catorce partidos que jugó y abandonó la entidad una vez terminó la campaña. La siguiente la empezó sin equipo y en noviembre de 2024 regresó al C. D. Alcoyano.

## Selección nacional
Fue internacional en las categorías inferiores de la selección marroquí.

## Clubes
| Club                       | País    | Año       |
| -------------------------- | ------- | --------- |
| Paris Saint-Germain II     | Francia | 2009-2011 |
| Stade Rennais F. C. II     | Francia | 2011-2012 |
| Getafe C. F. "B"           | España  | 2012-2013 |
| Real Sporting de Gijón "B" | España  | 2013-2014 |
| Sestao River Club          | España  | 2014-2015 |
| S. D. Compostela           | España  | 2015      |
| C. D. Alcoyano             | España  | 2015-2016 |
| Mérida A. D.               | España  | 2016-2017 |
| U. D. Melilla              | España  | 2017-2019 |
| Elche C. F.                | España  | 2019-2020 |
| Rayo Vallecano             | España  | 2020-2022 |
| C. D. Leganés              | España  | 2022-2023 |
| S. D. Eibar                | España  | 2023-2024 |
| C. D. Alcoyano             | España  | 2024-     |